# Buikslotermeerpleinbrug
De Buikslotermeerpleinbrug (brug 959) was een bouwkundig kunstwerk in de Waddenweg te Amsterdam-Noord. Het is plaatselijk beter bekend als het Waddenwegviaduct. Het bouwwerk vormde het laatste gedeelte van de Waddenweg dat voerde over het Buikslotermeerplein en begon bij de kruising met het Buikslotermeerplein/Loenermark (met een rotonde) en eindigde bij de IJdoornlaan, waar de Waddenweg overging in de H. Cleyndertweg.

## Brug
De brug in de vorm van een viaduct was gelegen in de Waddenweg, een toen doorgaande route in Amsterdam-Noord. De verlenging van die weg naar het noorden toe kwam tot stand in een tijd dat de gemeente Amsterdam opteerde voor gescheiden verkeersstromen. De verlengde Waddenweg werd op een halfhoog dijklichaam geplaatst met daarop  het snelverkeer. Onderlangs gingen de voet- en fietspaden. Ter hoogte van het Buikslotermeerplein en haar winkelcentrum Boven 't Y werd een viaduct aangelegd. Het viaduct was circa 250 meter lang met wel dertien overspanningen. Daarbij was het ook nog uitzonderlijk breed (23 tot 27 meter ter hoogte van bushaltes). Dit droeg niet alleen het doorgaande verkeer op de Waddenweg dat staduitwaarts twee rijstroken en stadinwaarts één rijstrook kende maar ook aan beide kanten het busverkeer en wachtende passagiers.
In het midden was een strook met witte lijnen afgebakend als middenberm. Langs de trottoirzijde, alleen ter hoogte van de bushaltes aanwezig, was het viaduct sinds 28 september 1969 in gebruik als busstation. Het busstation was vanaf het maaiveld bereikbaar door twee centraal gelegen trappen aan weerzijde van het viaduct. Het was de bedoeling om onder het viaduct door te lopen als men wilde oversteken maar in de praktijk staken de buspassagiers meestal toch de weg over, tussen het drukke bus- en autoverkeer zonder zebrapad. Hierbij moest midden op de weg bij de witte lijnen vaak worden gewacht voor het drukke verkeer van rechts. De ruimte onder het viaduct was bestemd voor winkelruimte en bedrijfjes, maar in de praktijk is daar weinig van gerealiseerd en de loze ruimte werd vooral gebruikt als parkeerplaats.
Het ontwerp van dit viaduct is afkomstig van Dirk Sterenberg werkend voor de Dienst der Publieke Werken. Anders dan bij de andere bruggen in de buurt kreeg het geen blauwe balustrades en leuningen; de kleur blauw is wel terug te vinden in de balustrades en leuningen van de trappen. Sterenberg ontwierp voor het busstation voorts nog een zogenaamde NACO-paal, waarvan niet bekend is of die daadwerkelijk geplaatst is. Een door hem ontworpen wachtruimte werd in ieder geval niet gebouwd (tekening vermeldt vervallen).
Sterenberg kon in deze omgeving zijn pakket aan voor Amsterdam ontworpen bruggen (in 2008 170 stuks) flink uitbreiden. Er werd door Van Hattum en Blankevoort gelijktijdig gewerkt aan brug 939, brug 943, brug 944, brug 953, brug 954, brug 957, de Buikslotermeerpleinbrug (brug 959), brug 960 en brug 961. Alle deze bruggen functioneren nog als zodanig, behalve brug 959.
In de loop der jaren werden pogingen ondernomen deze betonkolos een kleuriger uiterlijk te geven. Zo werden brugpijlers beschilderd als ook de betonnen randen van de brug. De brug speelde deels het decor (opgenomen van de parkeertoren) van de videoclip Aya van Murda & Ezhel. Ze is ook te zien in de speelfilm De belofte van Pisa.Regisseur Norbert ter Hall omschreef het als “niet typisch Amsterdams; een stukje Berlijn, een stukje Oostblok in Amsterdam.” Verder hebben er opnamen plaatsgevonden voor series als A'dam - E.V.A., Waltz en Popoz. In 2020 zou de brug te zien zijn in de film Paradise drifters van Mees Peijnenburg, maar die werd vanwege de coronacrisis uitgesteld. Peijnenburg noemde het viaduct doorleefd en rauw. Ook David Lammers schoot hier beelden voor Langer licht (2006).

### Busstation
Er bevonden zich staduitwaarts zeven halteplaatsen met betonnen abri's in regenboogkleur met een blauw dak en stadinwaarts eveneens zeven halteplaatsen maar met slechts drie abri's in regenboogkleur en met een rood dak. In totaal was het viaduct tot 22 juli 2018 in gebruik voor zestien buslijnen: zes van het GVB (lijn 31, 33, 34, 36, 37, 38), een van Connexxion (lijn 392) en negen van EBS (lijn 105, 109, 110, 111 en 125, lijn 301, 315, 316 en 319 alleen op bepaalde tijden).
Op 22 juli 2018 werd in de omgeving het metrostation Noord in gebruik genomen en verhuisden alle buslijnen van het viaduct naar het metrostation Noord. Op het viaduct was sindsdien alleen nog een halte voor lijn 34 en 301. Op 7 april 2019 verdwenen ook lijn 34 en 301.

## Sloop
Het stadsdeel had in de jaren nul van de 21e eeuw plannen voor sloop van het viaduct waarbij de vrijkomende ruimte bij het winkelcentrum zou moeten worden getrokken en de looproute naar het stadsdeelkantoor en metrostation. Vanaf 2005 werd het niet meer onderhouden. Het verkeer zou dan worden verwezen naar de Nieuwe Leeuwarderweg. Hier kwamen verkeerstechnische protesten tegen. Al sinds de ingebruikname is het viaduct een drukke verkeersader vlak bij de op- en afritten van de Nieuwe Leeuwarderweg en ring A10. Er is geen vervangende weg voorzien waardoor gevreesd wordt voor een verkeersinfarct op de Nieuwe Leeuwarderweg en de IJdoornlaan die de afgelopen jaren al overbelast waren. De gemeente zag het anders en sloot het viaduct vanaf 7 april 2019. In de voorzomer van 2020 werd begonnen het viaduct te ontmantelen; men ging er toen vanuit dat die werkzaamheden in oktober 2020 afgerond zouden zijn. In afwachting van herbestemming in de periode 2020-2030 wordt op het maaiveldniveau een park met groenvoorzieningen aangelegd. Ook het naastgelegen parkeerdek (Jumbo-parkeerdek) zal gesloopt worden ten faveure van groen in de wijk.

## Afbeeldingen

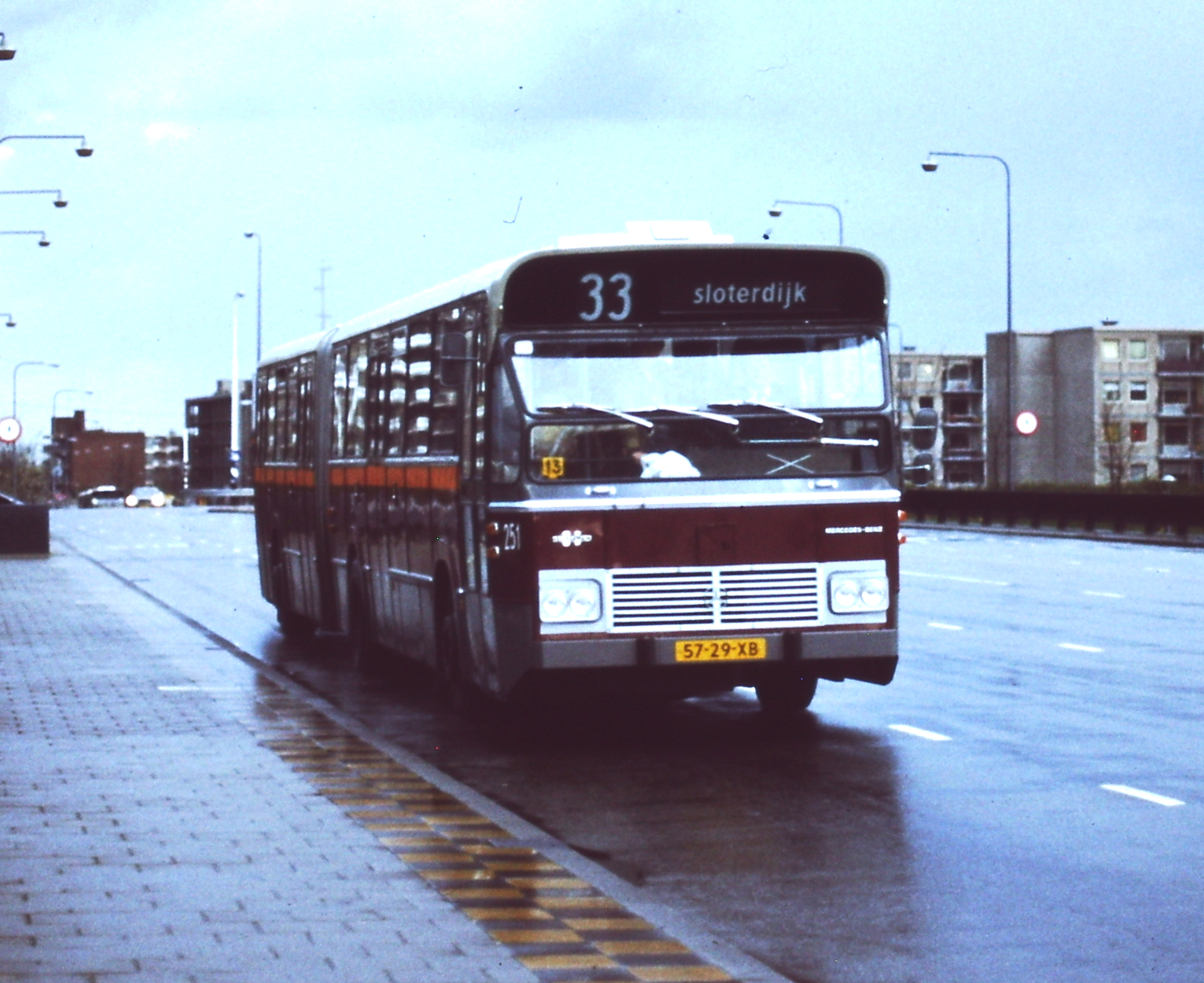
Brug 959 in 1978
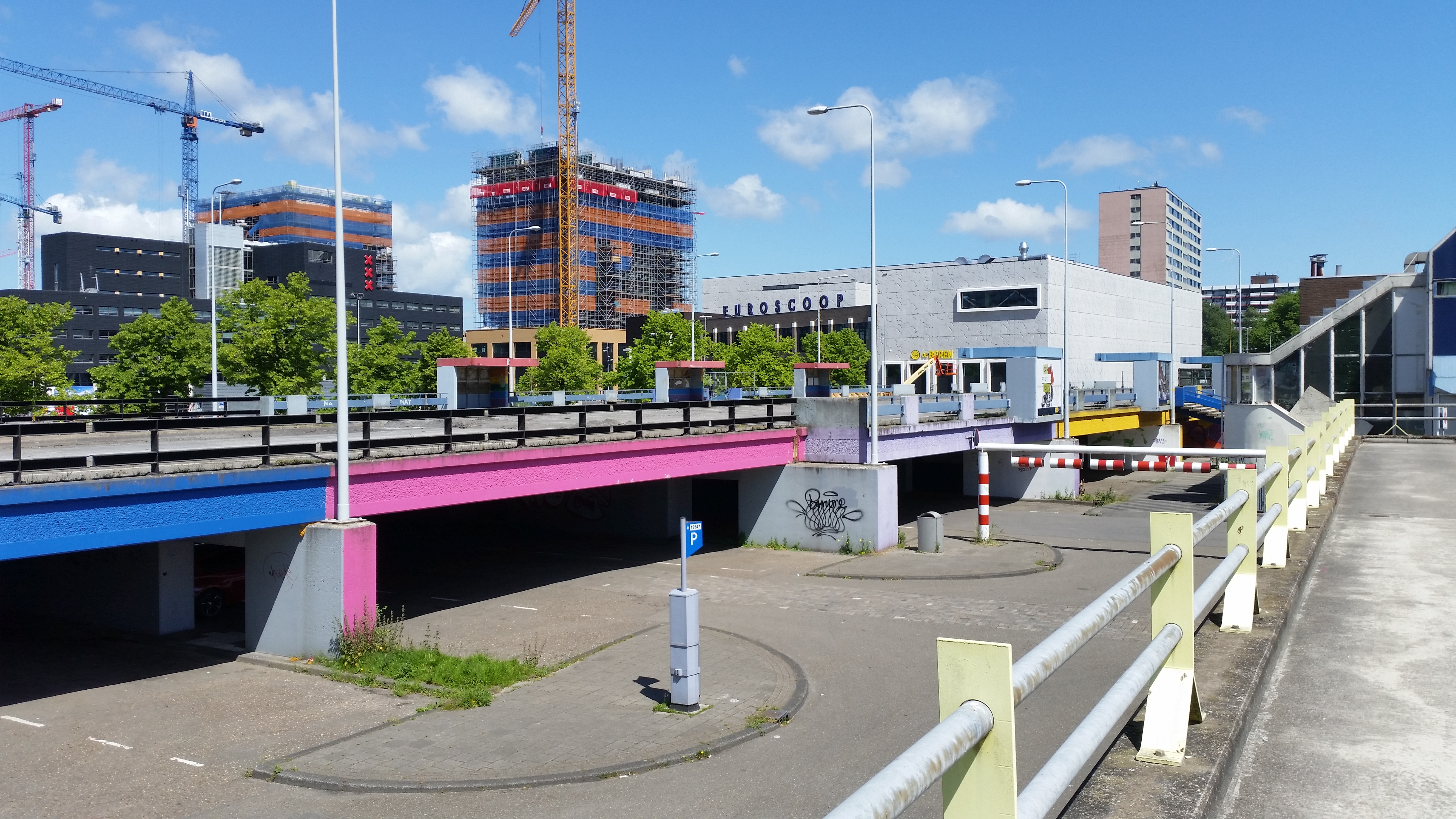
Zijaanzicht van de naastgelegen parkeergarage (mei 2020)
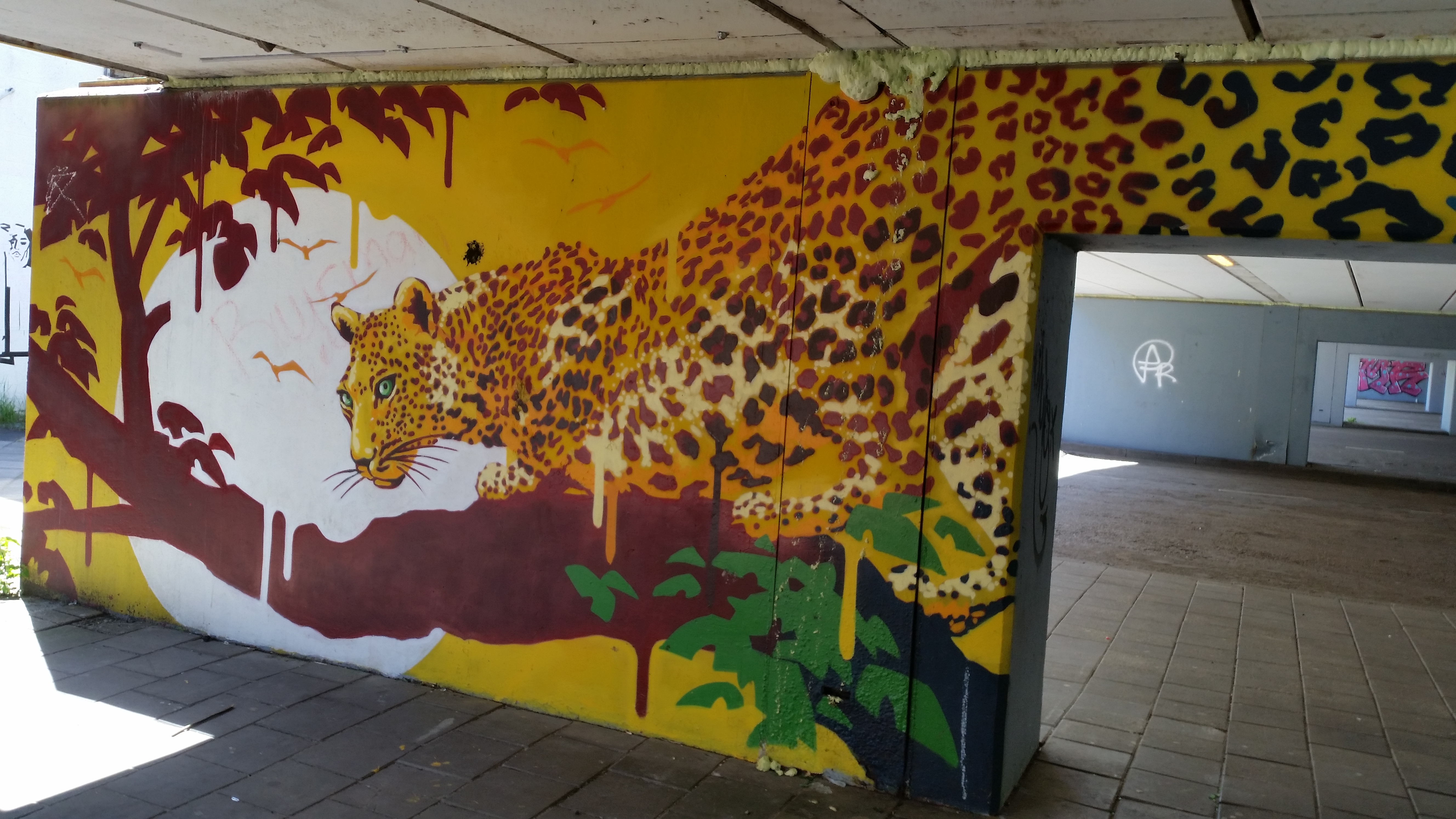
Muurschildering (mei 2020)
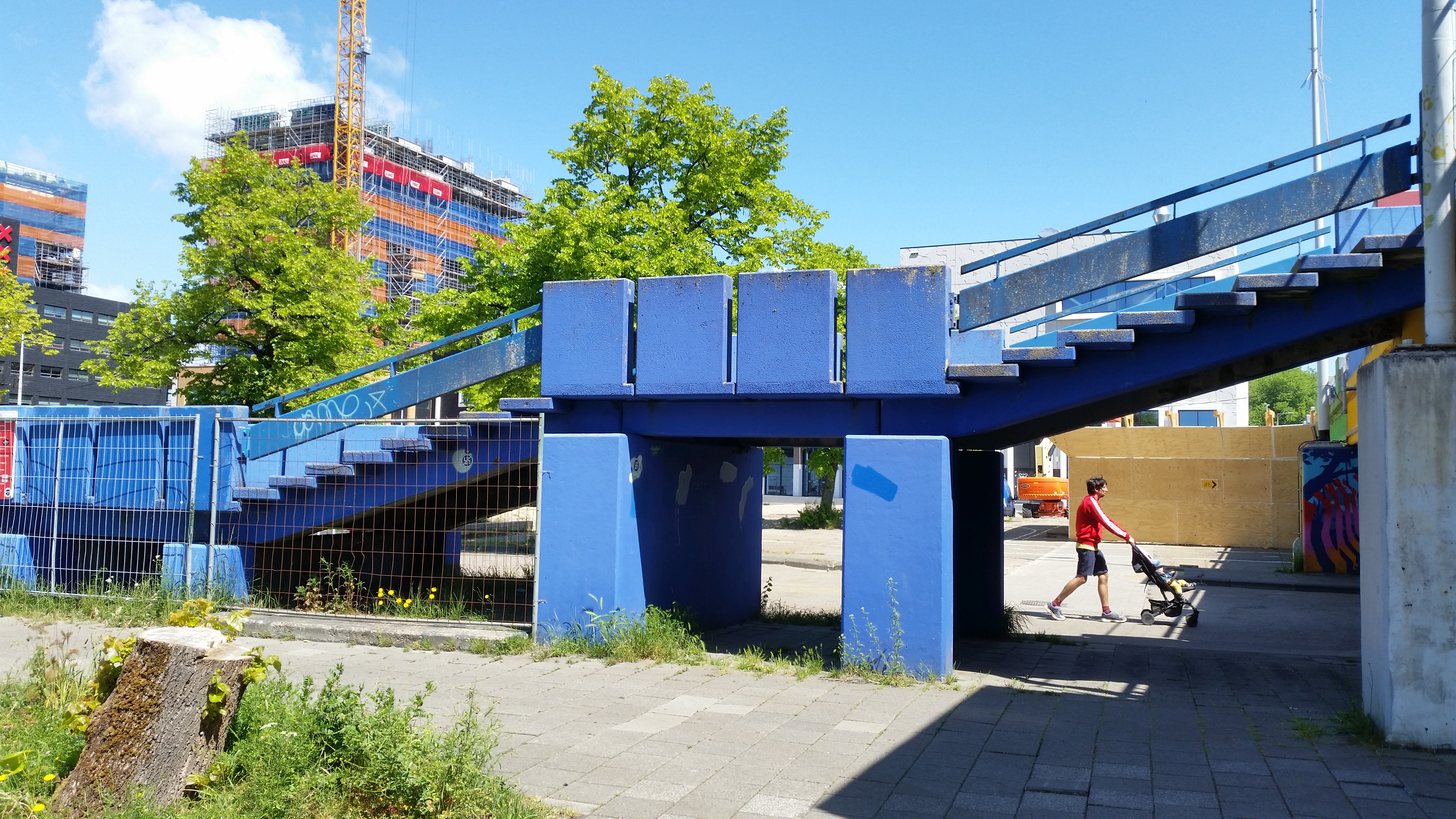
Trap naar bushaltes (mei 2020)

<<< · 900 · 901 · 904 · 905 · 906 · 907 · 908 · 909 · 912 · 913 · 914 · 915 · 916 · 917 · 918 · 919 · 920 · 923 · 924 · 930 · 932 · 933 · 934 · 935 · 936 · 937 · 939 · 943 · 944 · 945 · 946 · 947 · 948 · 949 · 950 · 951 · 952 · 953 · 954 · 956 · 957 · 958 · 959 · 960 · 961 · 962 · 963 · 964 · 965 · 966 · 967 · 968 · 970 · 971 · 972 · 973 · 974 · 975 · 978 · 979 ·  980 · 981 · 984 · 985 · 986 · 987 · 988 · 989 · 990 · 991 · 992 · 993 · 994 · 995 · 996 · 997 · 998 · 999 · >>>
Brugnummers  902, 903, 910, 911, 920, 921, 922, 925, 926, 927, 928, 929, 931, 937, 938, 940, 941, 942, 955, 969, 976, 977, 982, 983 zijn niet (meer) vergeven.